# SP Metal
SP Metal foi uma coletânea de heavy metal cantado em português, lançada no Brasil pelo selo Baratos Afins, de Luiz Calanca, nos anos 80.
O SP Metal não foi o primeiro disco de Metal gravado no Brasil, mas foi o que captou com fidelidade a efervescência do movimento em São Paulo.
Mais do que vendas ou mesmo alguma visibilidade, tratou-se de dar credibilidade a um movimento que estava começando a despontar.

## SP Metal
Luiz Calanca é o dono da Baratos Afins, uma loja de discos e gravadora independente.
Calanca buscou retratar a cena de Metal que acontecia em lugares underground, como o Rainbow Bar, Carbono 14 e Woodstock Discos, em São Paulo.
Era 1984 e não existia empresa, estúdio ou produtor que fizesse alguma ideia, no Brasil, de como captar o som barulhento, agressivo e muito pesado daquela turma.
Como Calanca não dispunha da quantia necessária para soltar no mercado todos os lançamentos que gostaria, resolveu apostar em uma coletânea. Com praticamente nenhum dinheiro, Calanca escolheu quatro bandas para registrar, cada uma, duas músicas para o que viria a ser o "SP Metal I". Foram convidadas Avenger, Vírus, Centúrias e Salário Minimo, que registraram seus takes em pouco mais de 60 horas.
A arte da capa foi feita por Flávio, da banda Vírus.
O show oficial de lançamento da coletânea SP Metal aconteceu em 1 de dezembro de 1984, no CERET, em São Paulo, e contou com show das próprias bandas, além de Abutre, Korzus, Santuário, Improviso, Cérbero e Harppia.
A repercussão acabou sendo grande dentro do pequeno, mas fanático, ambiente do metal de São Paulo. A chegada do Rock in Rio ajudar a impulsionar o álbum.
Em 1999, o álbum foi relançado CD, remasterizado.
Faixas
| N.º | Título                                  | Duração |  |
| 1.  | "Missão Metálica" (Avenger)             |         |  |
| 2.  | "Duas Rodas" (Centurias)                |         |  |
| 3.  | "Matthew Hopkins" (Virus)               |         |  |
| 4.  | "Cabeça Metal" (Salário Mínimo)         |         |  |
| 5.  | "Portas Negras" (Centúrias)             |         |  |
| 6.  | "Delírio Interestelar" (Salário Mínimo) |         |  |
| 7.  | "Cidadão do Mundo" (Avenger)            |         |  |
| 8.  | "Batalha no Setor Antares" (Vírus)      |         |  |

## SP Metal II
Calanca previa o lançamento da segunda parte do projeto, e ficou mais convencido ainda com a boa acolhida do primeiro volume. Com um pouco mais de experiência e informação, esperava não repetir alguns erros. As bandas selecionadas estavam mais bem preparadas e conseguiram maior eficiência dentro do estúdio, embora as condições de gravação e produção não fossem muito diferentes do primeiro volume. Korzus, Santuário, Abutre e Performances foram as bandas que colocaram duas músicas cada, no começo de 1985.

### Faixas
| N.º | Título                                  | Duração |  |
| 1.  | "Espártaco, Gladiador Rei" (Santuário)  |         |  |
| 2.  | "Príncipe na Escuridão" (Korzus)        |         |  |
| 3.  | "Rock, Rock, Rock" (Abutre)             |         |  |
| 4.  | "Viajante Perdido" (Performances)       |         |  |
| 5.  | "Quando o Fogo Começa a Arder" (Abutre) |         |  |
| 6.  | "Guerreiro da Paz" (Performances)       |         |  |
| 7.  | "Santuário" (Santuário)                 |         |  |
| 8.  | "Guerreiros do Metal" (Korzus)          |         |  |

## Legado
Em 2015, as bandas Vírus Salário Mínimo e Centúrias (24 de julho); Santuário, Abutre e Korzus (25 de julho) fizeram shows no Sesc Belenzinho, em São Paulo, em comemoração aos 30 anos da coletânea.
O selo finlandês Svart Records prensou cópias destes discos e lançou no país.